# Bram van Eijk
Bram van Eijk (19 oktober 1996) is een Nederlands voetballer die als aanvaller bij vv Capelle speelt.

## Carrière
Via de jeugd van VFC en Excelsior Maassluis en de jeugdopleiding van Feyenoord kwam van Eijk in de zomer van 2015 over naar FC Utrecht. Bram van Eijk maakte zijn debuut in het betaalde voetbal voor Jong FC Utrecht op 19 augustus 2016, in de met 3-1 verloren uitwedstrijd tegen De Graafschap. Hij kwam na 31 minuten in het veld voor Tim Brinkman. Na één seizoen bij Jong FC Utrecht vertrok hij naar vv Capelle. In de zomer van 2019 vertrok hij naar SteDoCo, waarna hij na een seizoen weer terugkeerde bij Capelle.

### Statistieken
| Seizoen                   | Club            | Land           | Competitie             | Competitie | Competitie | Beker | Beker | Overig | Overig | Totaal | Totaal |
| Seizoen                   | Club            | Land           | Competitie             | Wed.       | Dlp.       | Wed.  | Dlp.  | Wed.   | Dlp.   | Wed.   | Dlp.   |
| ------------------------- | --------------- | -------------- | ---------------------- | ---------- | ---------- | ----- | ----- | ------ | ------ | ------ | ------ |
| 2016/17                   | Jong FC Utrecht | Nederland      | Eerste divisie         | 12         | 0          | —     | —     | —      | —      | 12     | 0      |
| 2017/18                   | vv Capelle      | Nederland      | Derde divisie zaterdag | 31         | 2          | 3     | 0     | —      | —      | 34     | 2      |
| 2019/20                   | SteDoCo         | Nederland      | Derde divisie zaterdag | 15         | 0          | 3     | 0     | —      | —      | 18     | 0      |
| Carrièretotaal            | Carrièretotaal  | Carrièretotaal | Carrièretotaal         | 58         | 2          | 6     | 0     | 0      | 0      | 64     | 2      |
| Bijgewerkt op 5 juli 2020 |                 |                |                        |            |            |       |       |        |        |        |        |